# Kingston (Wisconsin)
Kingston – wieś w Stanach Zjednoczonych, w stanie Wisconsin, w hrabstwie Green Lake.